# Inés Quintero
Inés Mercedes Quintero Montiel  (Caracas, 12 de junio de 1955) es una historiadora venezolana, Individuo de Número de la Academia Nacional de la Historia, ocupando el Sillón L. Directora de la Academia Nacional de la Historia para los períodos 2015-2017 y 2017-2019.

## Biografía
Hija de Tony Quintero y Ana Carlota Montiel de Quintero, con dos hermanos mayores: Cristóbal, Susana y Valentina; y un hermano menor, Antonio. Realizó sus estudios superiores en la Universidad Central de Venezuela (UCV), donde obtuvo los títulos de licenciada en Historia (1981), magister scientiarum en Historia de Venezuela (2001) y doctora en Historia (2005).
Dentro de la misma casa de estudios, se desenvuelve como investigadora y profesora titular del Instituto de Estudios Hispanoamericanos desde julio de 1982 hasta su jubilación en 2008. Fue coordinadora de la Maestría de Historia de Venezuela de la Universidad Central de Venezuela en el período 2005-2008.
El 6 de febrero de 2018, se incorpora como miembro correspondiente de la Academia Mexicana de la Historia, Correspondiente de la Real de Madrid, con el trabajo titulado: "La Historia al servicio del poder: Venezuela de República a Bolivariana".
Es miembro del Grupo Académico Binacional Colombia-Venezuela y representante de la Universidad Central de Venezuela para la Red Andina de Universidades Cátedra de Historia de América de la Organización de Estados Iberoamericanos.
Realizó trabajos de investigación en la Biblioteca del Congreso de Washington en el año 1992. Estuvo en la Universidad de Oxford en la Cátedra Andrés Bello, donde participó durante un año académico como Profesor Visitante (Visiting Fellow), llevando a cabo un proyecto de investigación relacionado con su área de estudio.
Desde el año 2005 ocupa el sillón "L" en la Academia Nacional de la Historia en Venezuela, y es la segunda mujer en desempeñar el cargo de directora de la institución.
Fue representante de la Universidad Central de Venezuela en la Comisión Académica Nacional para la conmemoración del Bicentenario de las Independencias.
Su trayectoria académica se caracteriza por ser vocera de las historias y personajes trascendentales de la historia venezolana, mediante la exhaustiva búsqueda, selección, recuperación e interpretación de material documental y bibliográfico. Entusiasta de la investigación audaz, sus trabajos son muestra del acervo histórico de Venezuela, que se muestra a través de distintas caras, desde caudillos importantes para el país, como a través del quehacer ciudadano. Además, incorpora en sus trabajos la perspectiva de género, que se hace notar por medio de su tarea analítica en la medida en que resalta las historias de mujeres de distintas clases sociales.
Dentro de sus estudios, resalta el acercamiento a los sucesos históricos venezolanos mediante la interpretación y análisis de las experiencias y vivencias ciudadanas en sus diversas expresiones sociales, económicas, políticas y culturales, dejando de lado el idealizar o destacar protagonismos individuales y excepcionales, como una manera de ampliar y apropiarse de la historia de la sociedad venezolana pasada y presente.

## Obra
- El Ocaso de una Estirpe (1989)
- La conjura de los Mantuanos (2002)
- La criolla principal (2003)
- El último marqués (2005)
- Francisco de Miranda (2006)
- El Bolívar de Marx [junto a Vladimir Acosta] (2007)
- El sucesor de Bolívar (2006)
- La palabra ignorada (2007)
- Más allá de la guerra (2009)
- El fabricante de peinetas (2011)
- El relato invariable (2011)
- No es cuento, es historia (2012)
- El hijo de la panadera (2014)
- No es cuento, es historia II (2021)